# Orenburg oblast
Orenburg oblast (russisk: Оренбу́ргская о́бласть, tr. Orenburgskaja oblast) er en af 46 oblaster i Den Russiske Føderation. Oblasten har et areal på 123.702 km² og 1.828.655 (2024) indbyggere. Det administrative center i oblasten er placeret i byen Orenburg, der er oblastens største by med 536.515 (2025) indbyggere. Andre større byer er Orsk med 185.362 (2025) indbyggere, Novotroitsk med 73.994 (2025) indbyggere og Busuluk, der har 88.202 (2025) indbyggere.

## Geografi
Den vigtigste flod i oblasten er Ural.

## Demografi
I henhold til folketællingen i 2002 var den etniske sammensætning af oblastens befolkning:

Russere 73,9%, tatarer 7,6%, kasakhere 5,8%, ukrainere 3,5%, basjkirere 2,4%, mordvinere 2,4%, tyskere 0,8%, tjuvasjere 0,8%, og mange andre grupper med mindre end 0,2% af befolkningen hver. (0,13% af befolkningen opgav ikke etnicitet på folketællingsskemaet).

## Jordbrug og industri
Orenburg oblast er et af de største landbrugsområder i Rusland. Klimaet er fordelagtigt for landbrug. Fugtigt forår, tørre somre og mange solrige dage skaber perfekte forhold for dyrkning af hvede og rug, solsikker, kartofler, ærter, bønner, majs og græskar.
Orenburgs eksportvarer omfatter: olie og olieprodukter, gas og gasproducerede produkter, nikkel, asbest, krom, kobber, elektriske motorer og radiatorer.